# Xã Danley, Quận Faulkner, Arkansas
Xã Danley (tiếng Anh: Danley Township) là một xã thuộc quận Faulkner, tiểu bang Arkansas, Hoa Kỳ. Năm 2010, dân số của xã này là 4.694 người.